# Eulithoxenus emeljanovi
Eulithoxenus emeljanovi is een rechtvleugelig insect uit de familie sabelsprinkhanen (Tettigoniidae). De wetenschappelijke naam van deze soort is voor het eerst geldig gepubliceerd in 1968 door Mishchenko.